# Wörterbuch von Dehchoda

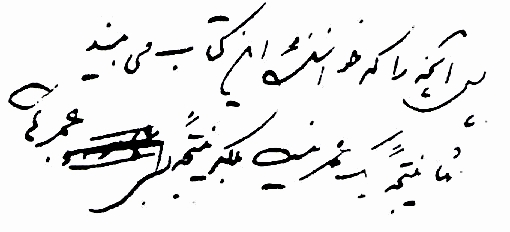
Handschriftliche Notiz Dehchodas: „Was der Leser dieses Buches hier vorfindet, ist nicht das Lebenswerk einer einzigen Person, sondern das Lebenswerk vieler Personen“

Das Wörterbuch von Dehchoda (auch Dehkhodas Lexikon; persisch لغت‌نامه دهخدا Loghat-nāme-ye Dehchodā, DMG loġat-nāme-ye Dehḫodā bzw. „Enzyklopädisches Wörterbuch der persischen Sprache“) ist das bedeutendste und umfassendste Lexikon der persischen Sprache und Literatur.
Das enzyklopädische Wörterbuch wurde im Jahre 1931 von dem Linguisten Ali Akbar Dehchoda (1879–1956) unter Mitarbeit und Mitwirkung von renommierten iranischen Wissenschaftlern der persischen Sprache und Literatur, wie Mohammad Moin, Dschafar Schahidi und vielen weiteren namhaften Iranisten und Literaturwissenschaftlern in 15 Bänden und in 26.000 Seiten herausgegeben. Das persische Wörterbuch enthält über 4,5 Mio. Eintragungen und Erklärungen. Es ist das Standardwerk im Iran, in Afghanistan und Tadschikistan.

## Der Dehchoda im Internet
Bisher (Stand 2017) gibt es keine offizielle Version des Dehchoda im Internet. Die seit einigen Jahren bestehende Website Parsi Wiki Open Dictionary (persisch واژه نامه‌ی پارسی ویکی, DMG wāže-nāme-ye pārsī-ye wīkī) enthält jedoch den Text des Dehchoda, wobei die anonymen Betreiber diese inzwischen zu einem Wiki umgebaut haben und ihre Leser um Mitarbeit für neue Einträge bitten. Die Dehchoda-Lemmata sind jedoch mit einem roten Schloss gekennzeichnet und können nicht verändert werden. Die Regeln der Seite verweisen jeweils direkt auf die persische Wikipedia.

## Ausgaben
- Ali Akbar Dehkhoda, Mohammad Moin, Jafar Shahidi et al.: Loghat Nāmeh Dehkhodā. Dāneshgāh Tehrān (Universität Teheran), 1991.
- Ali Akbar Dehkhoda et al.: Loghat Namah of Dehkhoda. The Encyclopaedic Dictionary of the Persian Language. Mazda Publishers, Washington D.C. 1995, ISBN 1-56859-038-5.
- Ali Akbar Dehkhoda et al.: Loghat Nāhmeh Dehkhodā. Daneshgāh Tehrān (Universität Teheran), 2002 (CD).